# GRAPL
GRAPL (англ. GRB2 related adaptor protein like) – білок, який кодується однойменним геном, розташованим у людей на 17-й хромосомі. Довжина поліпептидного ланцюга білка становить 118 амінокислот, а молекулярна маса — 13 442.
| 10         |  | 20         |  | 30         |  | 40         |  | 50         |
| ---------- |  | ---------- |  | ---------- |  | ---------- |  | ---------- |
| MESVALYSFQ |  | ATESDELAFN |  | KGDTLKILNM |  | EDDQNWYKAE |  | LRGVEGFIPK |
| NYIRVKPHPW |  | YSGRISRQLA |  | EEILMKRNHL |  | GAFLIRESES |  | SPGEFSVSVN |
| NRAQRGPCLG |  | PKSHSRLG   |  |            |  |            |  |            |

A: Аланін

C: Цистеїн

D: Аспарагінова кислота

E: Глутамінова кислота

F: Фенілаланін

G: Гліцин

H: Гістидин

I: Ізолейцин

K: Лізин

L: Лейцин

M: Метіонін

N: Аспарагін

P: Пролін

Q: Глутамін

R: Аргінін

S: Серин

T: Треонін

V: Валін

W: Триптофан

Задіяний у такому біологічному процесі, як альтернативний сплайсинг. 